# Charlottenburger Flohmarkt
Der Trödel- und Kunstmarkt Charlottenburger Flohmarkt an der Straße des 17. Juni findet seit 1973 jeden Samstag und Sonntag am Charlottenburger Tor im Berliner Ortsteil Charlottenburg von 10 bis 16 Uhr statt.
Der Markt zieht eine Vielzahl von Besuchern und Touristen an. Die zahlreichen Händler des Marktes bieten verschiedene Formen von Trödel und Kunsthandwerk an. Der Markt ist in einen Trödelmarkt (östlich des Charlottenburger Tores) und einen Kunsthandwerksmarkt (westlich des Charlottenburger Tores) eingeteilt.

## Geschichte
Der Markt wurde als erster Berliner Trödelmarkt im Jahr 1973 von Michael Wewerka gegründet, zunächst fand er noch am Klausenerplatz statt. Seit 1978 wird er vor dem Ernst-Reuter-Haus veranstaltet. Der Kunst- und Kunsthandwerkermarkt wurde erstmals 1988 durchgeführt.

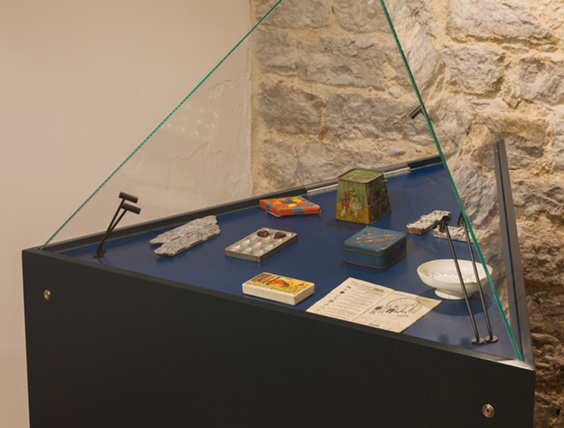
Verkauf von DDR-Überbleibseln…
…Musikinstrumenten und…
…Trödel.
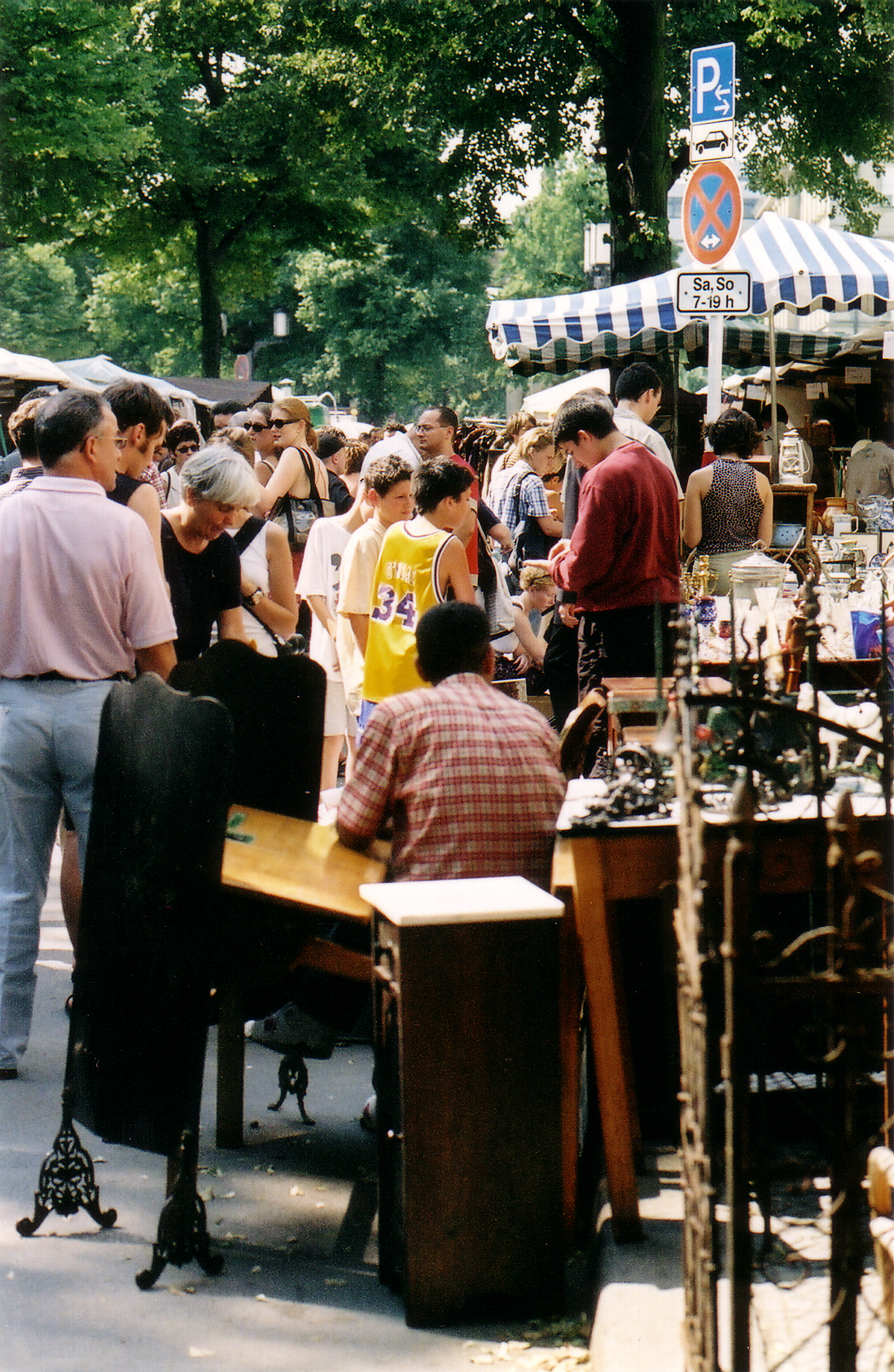
Zum Anschauen…
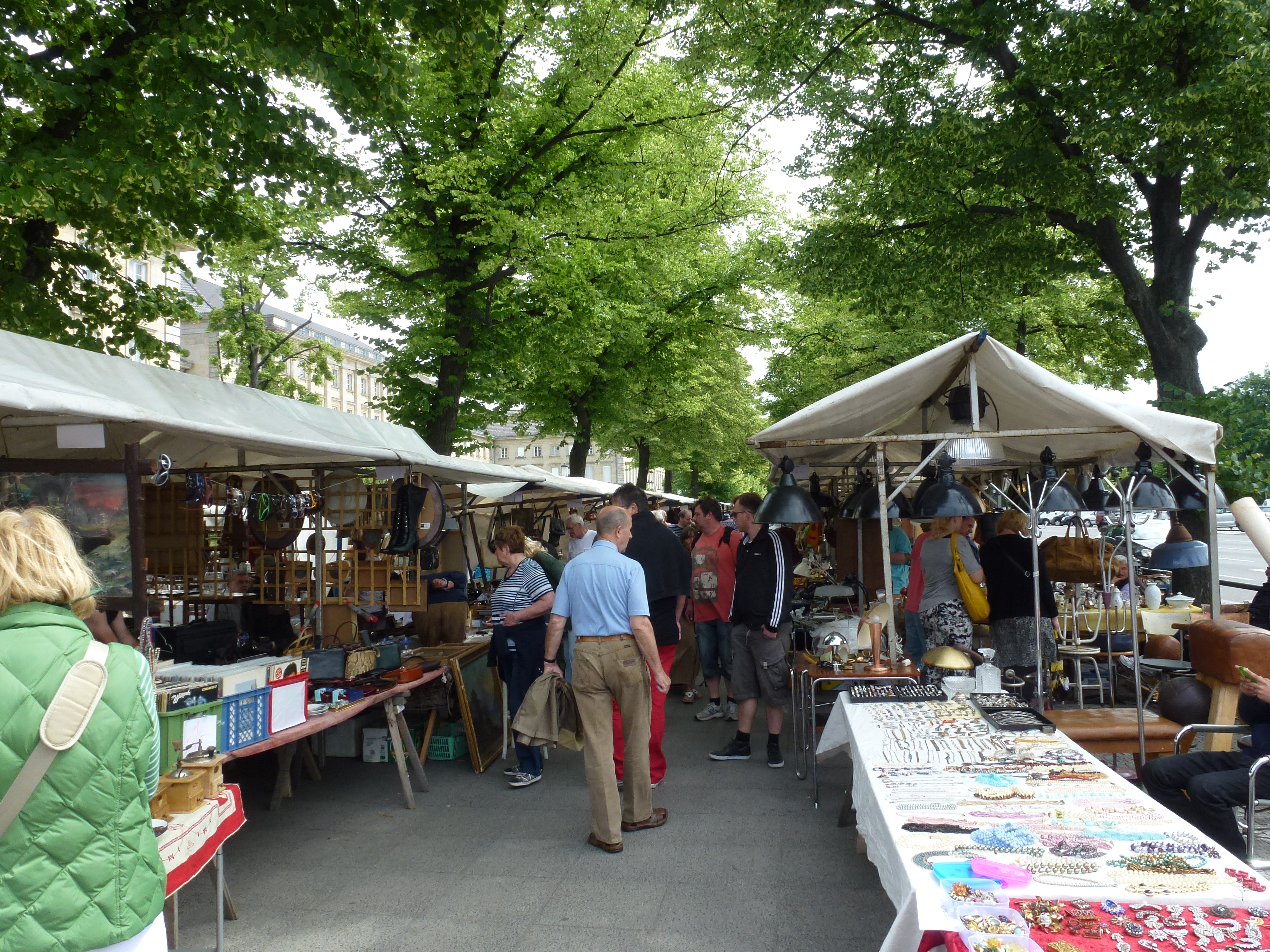
…für Touristen